# السياسة في جورجيا

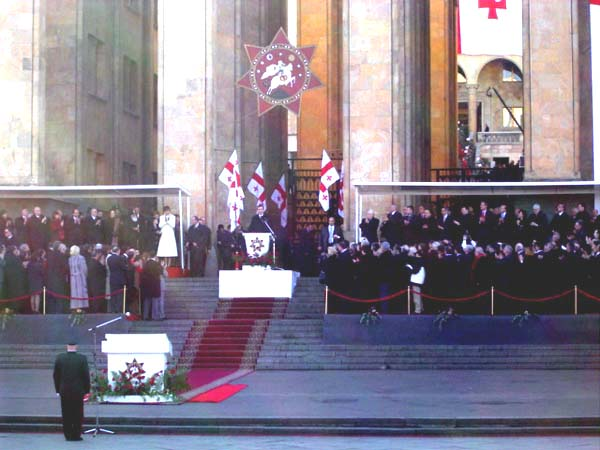
حفل تنصيب ميخائيل ساكاشفيلي رئيسًا لجورجيا عام 2004 في مبنى البرلمان في تبليسي.

السياسة في جورجيا تتكون من جمهورية ديمقراطية تمثيلية برلمانية ذات نظام متعدد الأحزاب. ورئيس جورجيا هو رئيس الدولة الشرفي، ورئيس وزراء جورجيا هو رئيس الحكومة. ويتولى رئيس الوزراء والحكومة السلطة التنفيذية. أما السلطة التشريعية في يد كل من الحكومة وبرلمان جورجيا وحيد الغرفة.
الدولة الجورجية مركزية للغاية، باستثناء منطقتي أبخازيا وأجاريا المتمتعتين بالحكم الذاتي ومنطقة أوسيتيا الجنوبية التي تمتعت بالحكم الذاتي سابقًا. وكانت أبخازيا وأوسيتيا الجنوبية، اللتان تمتعتا بالحكم الذاتي داخل جمهورية جورجيا الاشتراكية السوفيتية خلال الحكم السوفيتي، قد انفصلتا من جانب واحد عن جورجيا في تسعينيات القرن العشرين. واعتبارًا منذ عام 2016 تعترف الحكومة الجورجية بأبخازيا باعتبارها منطقة مستقلة داخل جورجيا، إلا أنها لا تعترف بأوسيتيا الجنوبية باعتبارها تتمتع بأي وضع خاص.

## التاريخ والنمو والتطور

### الأنظمة السياسية في ظل الممالك الجورجية
كانت التكوينات القبلية هي السمة السائدة في الدول الجورجية المبكرة، والتي كانت تشبه اتحادات العشائر المختلفة أكثر من الممالك المركزية. بينما في غرب جورجيا اجتمعت قبائل مختلفة معًا لتشكيل دول أولية مثل دياوخي وكولخيس، وكانت أجزاء أخرى من البلاد تحكمها عشائر فردية بقيادة «ماماساخليسي» (მამასახლისი، «والد الأسرة») التي كانت تسيطر على مساحات كبيرة من الأرض. ووضعت القواعد للعائلات المختلفة التي استقرت تحت حكم ماماساخليسي. وماماساخليسي الوحيد المعروف هو سمارا متسخيتا من القرن الرابع قبل الميلاد والذي أطاح به احتلال الإسكندر الأكبر لأيبيريا ولكن ابنه فارنافاز أنشأ في النهاية مملكة أيبيريا.
في القرن الثالث قبل الميلاد برزت أيبيريا كأقوى دولة جورجية، وهي مملكة مركزية يحكمها ملك واحد وتنقسم إلى عدة مقاطعات، يحكم كل منها «إريستافي» (ერისთავი، «رئيس الشعب») يعينه الملك. ومع ذلك فقد واجهت المركزية تحديًا من قبل النبلاء الأقوياء الذين رأوا نفوذهم يتضاءل وأجبروا من خلال التمردات المسلحة على الاعتراف بحقوقهم في الأراضي. وكان يُعرف هؤلاء النبلاء في الأصل باسم «الأزنوري» (აზნაური)، بينما أدت قرون من الصراع على السلطة بين هؤلاء النبلاء في النهاية إلى ظهور طبقة أعلى من النبلاء «المتافاري» (მთავარი) أو «التافادي» (თავადი)، أي ما يعادل اللقب الأوروبي الغربي للأمير. وتطورت عملية تقاسم السلطة بين الملوك والإريستافي والأمراء والأزنوري، لكنها ظلت على حالها إلى حد كبير على مر القرون واستمرت خلال مملكة جورجيا في العصور الوسطى، على الرغم من محاولات العديد من الملوك حد نفوذ الطبقة النبيلة.
في أواخر القرن الحادي عشر انخرط الملك ديفيد الرابع في إصلاح الدولة الذي قلل من سلطة كبار النبلاء من ناحية، بينما أنشأ مجلس الدولة («الدربازي») لتقديم المشورة للملك والمكون من ممثلين عن الكنيسة والإقطاعيين. وفي عهد الملكة تامار أدى تمرد طبقة التجار إلى توسع كبير في سلطات الدربازي. وفي عام 1490 كان الدربازي هم الذين صوتوا لصالح إلغاء مملكة جورجيا رسميًا بعد عقود من الحروب الأهلية، وتأسيس ثلاث ممالك وإمارة واحدة (كاخيتي، وكارتلي، وإيميريتي، وسامتسخي). إلى جانب الدربازي ساعد العديد من مسؤولي البلاط الملك في إدارة شؤون المملكة، بقيادة « متسينوبارتوخوتسيسي» (المستشار الأكبر، მწიგნობართუხუცესი)، وعادة ما يكون شخصية من الكنيسة بمثابة رئيس حكومة الملك.
ورثت الدول الجورجية المختلفة العديد من هذه المؤسسات التي قسمت المملكة فيما بينها في نهاية القرن الخامس عشر، على الرغم من أن صلاحياتها قد جرى تقليصها إلى حد كبير حيث كانت معظم سلطات صنع القرار في أيدي القوى الغازية الأجنبية (تركيا العثمانية أو بلاد فارس الصفوية)، بالإضافة إلى أسر النبلاء القوية التي كانت في بعض الأحيان أقوى من الحكومة المركزية (دادياني، وغوريلي، وباغراتيون موخرانيلي، إلخ).

#### الاختلافات الإقليمية
على الرغم من سيطرة الحكومة المركزية اسميًا على معظم الأراضي الجورجية عبر التاريخ، إلا أن بعض المناطق كانت تتمتع بالحكم الذاتي إلى حد كبير، إن لم تكن مستقلة تمامًا، بسبب عزلتها الجغرافية. ومن الجدير بالذكر أن المناطق الجبلية العالية مثل سفانيتي وخيفسوريتي وتوشيتي قد طورت أنظمة سياسية وقضائية مستقلة حيث جرى تجاهل شؤونها إلى حد كبير من قبل الملوك أو الغزاة الأجانب. وفي سفانيتي التي اعتبرت منذ فترة طويلة ملجأ للكنوز الوطنية في أوقات الغزوات الأجنبية، تجمعت القرى الصغيرة معًا في تنظيمات عشائرية صغيرة دون حاكم واحد، ونشأت أنظمة قانونية مستقلة ينفذها ممثلون منتخبون في وقت مبكر من أواخر العصور الوسطى. وجرى تقليديًا تأكيد الأحكام القانونية عن طريق القسم على الأيقونات، وهو نظام لا يزال متبعًا حتى يومنا هذا للتحكيم في النزاعات المحلية. وقد وصفت المؤرخة بريجيتا شرادي هذا النظام بأنه «نظام عسكري ديمقراطي» استقرت عليه الكنيسة الأرثوذكسية الجورجية، وهي ممثلة محليًا في مدينة ميستيا، ما يجعل المدينة عاصمة تاريخية فعلية لسفانيتي. واجه المسؤولون الإمبراطوريون الروس عصيانًا مستمرًا من المنطقة التي سميت «سفانيتي الحرة». وفي عام 2022 اقترحت الرئيسة سالوميه زورابيشفيلي دمج أنظمة التحكيم التقليدية في سفان في الإصلاح القضائي الوطني.
في المقاطعات الجبلية الأخرى مثل خيفسوريتي انتخب السكان المحليون تاريخيًا حكامًا يُطلق عليهم اسم غاغاس (გაგა)، وعرفوا أيضًا باسم «سادة الشعب ومشرعيه». وشارك الغاغاس بانتظام في التحكيم في النزاعات بين العائلات المختلفة بناءً على العادات القديمة، وكان يمثلهم في القضايا الصغيرة قضاة محليون، بينما كان شيوخ العشائر ينظمون الخلافات داخل الأسرة. وفي بعض أجزاء البلاد كان يُطلق على الغاغاس اسم «مخفشي» (მახვში) على الرغم من أن الأصول التاريخية لهذه المؤسسات القديمة ليست معروفة جيدًا، فمن المعتقد أن هذه التقاليد قد تأسست في أواخر العصر البرونزي واستمرت حتى القرن التاسع عشر.

### الجمهورية الأولى (1918–1921)
في القرن التاسع عشر جرى دمج الممالك الجورجية وإمارة واحدة في الإمبراطورية الروسية. وبعد انهيار الإمبراطورية الروسية في عام 1918 أعلنت دول جنوب القوقاز استقلالها وشكلت جمهورية جنوب القوقاز الفيدرالية الديمقراطية. وكانت دولة قصيرة العمر، جمعت بين الدول الجورجية والأرمنية والأذربيجانية تحت حكومة واحدة وهيئة تشريعية واحدة، وكان السيم الذين جرى تمكينهم من التفاوض المباشر مع الإمبراطورية العثمانية في الأشهر الأخيرة من الحرب العالمية الأولى لإنهاء الأعمال العدائية على جبهة القوقاز. وانهارت الدولة بسبب اختلاف الدول الثلاث حول خيارات سياستها الخارجية، وبحلول مايو عام 1918 أُعلنت جمهورية جورجيا الديمقراطية.
كانت أول حكومة لجمهورية جورجيا الديمقراطية مكونة من ائتلاف يساري يهيمن عليه الحزب الاشتراكي الديمقراطي (المنشفيك) ويرأسه رئيس الوزراء نوي راميشفيلي. وفي يوليو حل محله نوي زوردانيا، الذي نفذ الإصلاحات الأولى لتحويل الحكومة الإمبراطورية السابقة إلى مؤسسات جمهورية. وجرى إنشاء حكومات محلية على مستوى البلديات من خلال الانتخابات المباشرة، في حين ألغيت المقاطعات الإمبراطورية والمجالس الثورية التي أنشئت منذ أوائل القرن العشرين. وشغل دور الجهاز التشريعي لجمهورية جورجيا الديمقراطية لأول مرة من قبل المجلس الوطني الانتقالي. وفي انتخابات التمثيل النسبي في عام 1919 اختيرت جمعية تأسيسية مكونة من 130 عضوًا بهدف صياغة أول دستور للبلاد. احتفظ الحزب الديمقراطي الاشتراكي بالأغلبية الساحقة، في حين جرى تمثيل أربعة أحزاب بشكل عام في الجمعية التأسيسية (بما في ذلك الحزب الثوري الاشتراكي الفيدرالي الجورجي، والحزب الديمقراطي الوطني، والحزب الاشتراكي الثوري الجورجي). وتعد انتخابات عام 1919 أول انتخابات وطنية مباشرة وشاملة في تاريخ جورجيا، وجرى منح جميع المواطنين الذين تبلغ أعمارهم 20 عامًا فما فوق حق التصويت، ما جعل جورجيا من أوائل الدول في العالم التي منحت المرأة حق التصويت وشغل المناصب الانتخابية. وتغيرت مختلف المحاكم الثورية والعسكرية والإمبراطورية لتحل محلها محاكم المقاطعات مع قضاة منتخبين من قبل الجمعية التأسيسية.